# Кан Еклиз
Кан Еклиз (фр. Cannes-Écluse) је насељено место у Француској у региону Париски регион, у департману Сена и Марна.
По подацима из 2011. године у општини је живело 2540 становника, а густина насељености је износила 290,95 становника/km².

## Демографија
| 1962. | 1968. | 1975. | 1982. | 1990. | 2011. |
| ----- | ----- | ----- | ----- | ----- | ----- |
| 866   | 1.140 | 1.533 | 1.784 | 1.963 | 2.540 |